# Caffenol
Caffenol ist der Name einer Entwicklerflüssigkeit für Schwarzweißfilme auf der Basis von Kaffeesäure. Bei Caffenol handelt es sich um einen sogenannten alternativen Entwickler, da seine Bestandteile in jedem Drogerie- oder Supermarkt erhältlich sind. Neben Kaffeesäure aus Instantkaffee enthält Caffenol Waschsoda (Natriumcarbonat), das als pH-Regulator der Lösung fungiert. Caffenol ging als Ergebnis aus Forschungen am Rochester Institute of Technology (R.I.T.) Mitte der 1990er Jahre hervor.
Die erste Meldung, dass man mit Kaffee Filme entwickeln kann, stammt aber aus dem Jahr 1937 und war ein Aprilscherz (Die Fotoschau, April 1937, Seite 14).

## Varianten
Caffenol C: Zur Beschleunigung des Entwicklungsvorgangs und zur Erhöhung des Bildkontrasts kann Caffenol mit Vitamin C  (Ascorbinsäure), das selbst eine Entwicklersubstanz ist und auch in kommerziellen Entwicklern eingesetzt wird, versetzt werden. Die Entwicklungszeiten entsprechen dann denen konventioneller Chemikalien. Ausgenutzt wird die Superadditivität bei Verwendung zweier Entwickler. Wenn zwei Entwickler gleichzeitig verwendet werden, wird die Entwicklung gleichmäßiger und schneller.

## Verwendung
Die Entwicklerlösung wird direkt nach dem Ansatz unverdünnt verwendet. Die genauen Entwicklungszeiten sind für das jeweils verwendete Filmmaterial einzutesten. Caffenol entwickelt vergleichsweise langsam (mindestens 30 Minuten für Schwarzweißfilme) und liefert sehr weiche, ausgeglichene Negative. Bei Caffenol C reduziert sich die Entwicklungszeit auf 10–12 Minuten bei steilerer Gradation und teilweise sehr grobem Korn.

## Aktueller Stand
Heute (2013) wird weitgehend Caffenol-C verwendet, da die Kombination mit Vitamin C deutliche Vorteile bietet. Es gibt mittlerweile metrische Rezepte in Gramm/Liter, die eine weit zuverlässigere Herstellung als mit der traditionellen Teelöffel-Methode erlauben. Neben Instant-Kaffee, Vitamin-C-Pulver und Waschsoda wird auch Jodsalz oder Kaliumbromid (aus der regulären Photochemie) als Antischleiermittel verwendet, um auch mit hochempfindlichen Filmen sehr gute Ergebnisse zu erzielen.